# Лидеры эскадренных миноносцев типа «Ягуар»
Лидеры эскадренных миноносцев типа «Ягуар» — тип лидеров французского флота времён Второй мировой войны. Всего в серии было построено шесть кораблей, названных в честь хищных животных: «Ягуар» (фр. Jaguar), «Пантер» (фр. Panthere), «Линкс» (фр. Lynx), «Леопард» (фр. Leopard), «Шакал» (фр. Chacal), «Тигр» (фр. Tigre). Тип «Ягуар» известен также как тип «Шакал».
Официально именовались контр-миноносцами (фр. contre-torpilleurs) и фактически не являлись лидерами эсминцев в традиционном понимании, так как предназначались для действий в однородных соединениях и должны были исполнять функции лёгких крейсеров. Фактически их можно было бы назвать истребителями эсминцев. Не имели прямых аналогов за рубежом. Стали первыми кораблями этого класса во французских ВМС после Первой мировой войны, иногда именовались «2100-тонными контр-миноносцами». Оценивались командованием флота как не вполне удачные боевые единицы. Приняли активное участие во Второй мировой войне, пять из шести кораблей серии погибли в ходе военных действий. Дальнейшим развитием класса во французских ВМС стали лидеры типа «Гепард».
Водоизмещение стандартное 2126 т, нормальное — 2700 т, полное — 2950-3050 т. 2 ТЗА Rateau-Bretagne или Breguet, 5 паровых котлов Du Temple, мощность 50 000 л. с., скорость хода 35,5 узла. Дальность плавания 2900 миль на 16 узлах, 1000 миль на 28 узлах, 600 миль на 35 узлах.

## Генезис класса французских контр-миноносцев

### Первые контр-миноносцы Франции

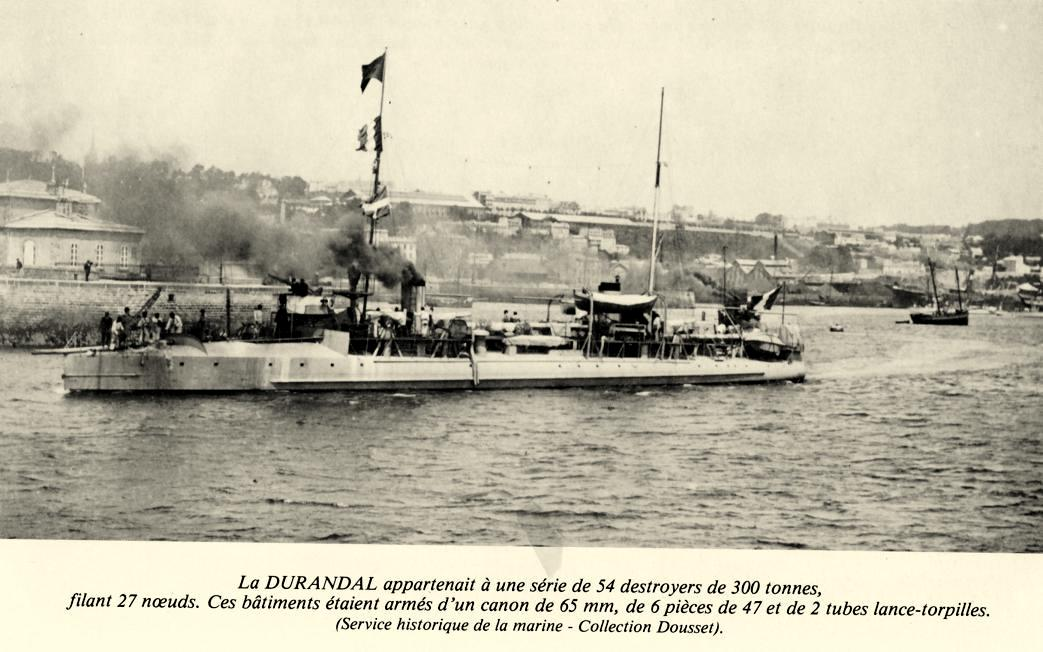
Контр-миноносец «Дюрандаль».

Первые корабли, причисляемые к классу контр-миноносцев, появились в французском флоте (фр. La Marine Française) в конце XIX века. Их строительство было вызвано изменениями во взглядах военно-морского руководства Франции. На протяжении предшествующих полутора десятилетий Морское министерство Франции придерживалось доктрины «Молодой школы» (фр. Jeune Ecole). Эта теория утверждала, в частности, принцип «мобильной обороны», согласно которому осуществлять защиту французского побережья должны были, прежде всего, многочисленные флотилии малых миноносцев. После того как морским министром Франции стал адмирал Теофиль Об, лидер «Молодой школы», было начато массовое строительство миноносцев, классифицировавшихся в французском флоте как torpilleurs.
В результате, Франция вышла на первое место в мире по количеству миноносцев, которых было построено более 200. Однако боевые качества большинства этих кораблей были невысоки. В погоне за количеством флот требовал от проектировщиков дешевых и малых по размерам кораблей. Их мореходность была чаще всего неудовлетворительной, скорость умеренной, дальность плавания незначительной, а вооружение крайне слабым. Учения флота показали, что в штормовую погоду французские миноносцы неспособны эффективно действовать даже вблизи своих баз.

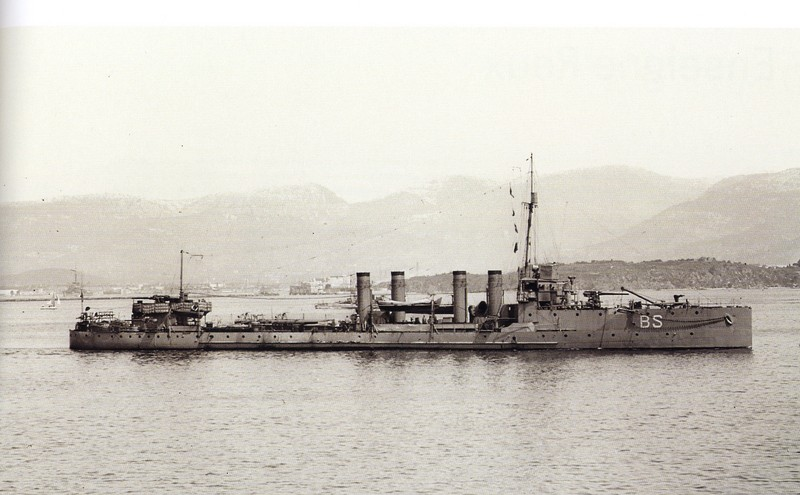
Контр-миноносец «Биссон».

Конец увлечению французов массовым строительством малых миноносцев положило появление в 1893—1894 годах в Британском флоте «истребителей миноносцев» (англ. torpedoboats destroyers) типа «Хэвок», которые в дальнейшем именовались как «истребители» (англ. destroyers) и положили начало новому классу торпедно-артиллерийских кораблей — эскадренным миноносцам. Они были ориентированы, прежде всего, на борьбу с французскими миноносцами. После успешных испытаний «хэвоков» британцы приступили к массовому строительству эсминцев, превосходивших французские миноносцы по всем характеристикам.
В 1896 году были заложены первые относительно крупные торпедно-артиллерийские корабли для французского флота типа «Дюрандаль», получившие классификацию контр-миноносцев (фр. contre-torpilleurs). Этих кораблей водоизмещением около 300 тонн было построено в четырёх единицы. В течение последующих десяти лет был заложен ещё 51 контр-миноносец так называемого «300-тонного типа», фактически разбивавшихся на пять подтипов. Все они имели водоизмещение чуть более 300 тонн, скорость 26—28 узлов, несли вооружение из одной 65-мм пушки и шести 47-мм и по два торпедных аппарата калибра 381 мм а последние эсминцы получили на вооружение 450-мм торпеды.
К моменту ввода в строй последних контр-миноносцев «300-тонного» типа они стали выглядеть слишком слабо вооруженными в сравнении с новейшими британскими эсминцами. Их недостатки попытались исправить увеличением размеров. Так появились контр-миноносцы «450-тонного» типа, включавшего подтипы «Спаги» и «Вольтижер», всего 13 единиц. Их водоизмещение превысило 500 тонн, вооружение теперь состояло из шести 65-мм орудий и трёх 450-мм торпедных аппаратов. На последних 450-тонных контр-миноносцах установили паровые турбины вместо паровых машин. Эти корабли вступили в строй в 1909—1912 годах. Наконец, в 1911—1914 годах флот пополнили 18 контр-миноносцев «800-тонного» типа двух серий: «Буклие» и «Биссон». Их полное водоизмещение превысило 800 тонн, скорость достигла 30 узлов, а вооружение включало две 100-мм и четыре 65-мм орудия, а также четыре 450-мм торпедных аппарата. 14 марта 1913 года командование флота изменило корабельную классификацию и все контр-миноносцы стали числиться эскадренными миноносцами (фр. torpilleurs d’escadre).Так завершилось развитие первой генерации французских контр-миноносцев.

### Проектирование контр-миноносцев нового типа
30 марта 1912 года во Франции был принят Морской закон, призванный сократить отставание французского флота от великих морских держав. Согласно этому документу предполагалось иметь к 1920 году следующие силы:
- 28 линкоров;
- 10 крейсеров-скаутов;
- 52 больших эсминца;
- 94 подводных лодки[14].

Предложенная программа страдала явным дисбалансом. Количество лёгких кораблей совершенно не соответствовало количеству линкоров. Однако стесненное в средствах руководство Морского министерства считало наиболее важным строительство линкоров-дредноутов, которые в те годы оценивались как главная сила флота. Поэтому основные ассигнования были выделены на постройку линкоров типов «Бретань», «Норманди» и «Лион». Строительство прочих типов кораблей предусматривалось по остаточному принципу. В 1913 году флот заказал лишь три эсминца, хотя ранее их закладывалось по шесть—семь в год. В декабре 1913 года начальник Военно-морского генерального штаба (фр. Etat-Major General) вице-адмирал Ле Бри представил доклад, в котором было предложено построить 58 эсминцев нового типа и довести общее количество эсминцев в 1920 году до 115. В частности, предполагалось заложить в 1915—1918 годах 32 эсминца нового типа, водоизмещением 1500 тонн.
В 1913 году Технический комитет (фр. Comité Technique) Морского министерства опубликовал доклад о развитие французских эсминцев с 1908 года, где наметил дальнейшие пути развития этого класса кораблей. Было высказано мнение, что в связи с нестабильностью эсминцев как артиллерийских платформ, их высокой скоростью и малыми размерами, а также примитивными системами управления огнём, дистанция эффективной стрельбы в боях торпедно-артиллерийских кораблей не превысит 3000 м, а количество попаданий будет незначительным. Было рекомендовано оснащать будущие эсминцы орудиями максимально возможного калибра, даже за счет снижения их количества, с целью добиться максимального ущерба от каждого попадания в цель. В качестве возможных вариантов вооружение фигурировали шесть орудий калибра 90 мм, четыре калибра 100 мм и даже два калибра 138,6 мм, причем последний вариант считался наиболее предпочтительным. Количество торпедных труб калибра 450 мм должно было быть доведено до восьми.
28 января 1914 года Технический отдел морского министерства (фр. Service Technique des Constructions et Armes Navales) представил эскизный проект нового эсминца, утверждённый Военно-морским генеральным штабом 9 июня 1914 года. При нормальном водоизмещении 1530 тонн эсминец должен был разгоняться до 33 узлов. Вооружение включало восемь торпедных труб в тройных и одинарных установках и два 138,6-мм орудия компании Schneider с длиной ствола 25 калибров. Эта система стреляла снарядами массой 36 кг, причем эффективная дальность не превышала 6000 м. Но снаряд содержал 3,9 кг мелинита, что позволяло рассчитывать на большие разрушения при попадании в цель.
| орудие                   | Scheider 14cm/25 | Scheider 14cm/25 |
| ------------------------ | ---------------- | ---------------- |
| калибр, мм               | 138,6            | 138,6            |
| длина ствола, калибров   | 25               | 25               |
| масса установки, кг      | 6,65             | 6,65             |
| скорострельность, в/мин  | 15               | 15               |
| вес снаряда, кг          | 36               | 36               |
| начальная скорость, м/с  | 550              | 550              |
| эффективная дальность, м | 6500             | 6500             |

Два корабля этого типа, обозначенные как M89 и M90 должны были быть заказаны в 1914 году с закладкой в 1915 году и вводом в строй в 1917 году. Однако весной 1914 года морской министр отказался включить M89/90 в кораблестроительную программу 1915 года, хотя флот уже успел заказать для них торпеды. Работы по проектированию были продолжены, но начало Первой мировой войны привело к их прекращению.
Работы по проектированию новых эсминцев для ВМС Франции были возобновлены только в 1917 году. Предполагалось строить торпедно-артиллерийские корабли двух типов: эскадренные миноносцы (фр. torpilleur d’escadre) водоизмещением 1530 тонн и более крупные лидеры флотилий (фр. conducteur d’escadrille). Последние должны были вооружаться тремя короткоствольными 138,6-мм пушками Schneider. Эти предложение были основаны на опыте британского флота. Однако в дальнейшем было признано, что орудия Schneider не отвечают требованиям, так как не обеспечивают надежное поражение цели на дистанции более 5000 м. Поскольку других орудий подходящего калибра в то время не существовало, был предложен вариант с пятью 100-мм пушками.
12 марта 1919 года Морской генеральный штаб сформулировал свои представления о будущих торпедно-артиллерийских кораблях и их задачах в специальной записке. Согласно ей, основной задачей контр-миноносцев должна была стать разведка. Второй по важности задачей считалась защита своих линейных сил от атак лёгких кораблей противника. И только на третье место были поставлены торпедные атаки на боевую линию неприятеля. Для этого новые корабли должны были обладать хорошей мореходностью, высокой скоростью и мощным вооружением. Было признано, что водоизмещение такого корабля составит не менее 2000 т.
| Водоизмещение, нормальное/полное, т         | 1530/1700             | 1650/н/д          | 1780/2063       |
| Энергетическая установка, л. с.             | 38 000                | 40 000            | 38 000          |
| Максимальная скорость, узлов                | 33                    | 35                | 35,5            |
| Дальность плавания, миль на скорости, узлов | н/д                   | 3600 (15)         | 3000 (17)       |
| Артиллерия главного калибра                 | 2×1 — 138,6-мм/25     | 3×1 — 138,6-мм/25 | 5×1 — 100-мм/45 |
| Зенитная артиллерия                         | —                     | 1×1 — 75-мм/50    | 2×1 — 75-мм/50  |
| Торпедное вооружение                        | 2×3 и 2×1 — 450-мм ТА | 2×3 — 550-мм ТА   | 2×3 — 550-мм ТА |
| Экипаж, чел.                                | 155                   | 176               | 178             |

## История создания
В ходе Первой мировой войны командованием французских ВМС, когда небольшим французским эсминцам нередко противостояли более крупные и мощно вооруженные эсминцы германского и австро-венгерского флотов, была осознана необходимость некоего промежуточного класса боевых кораблей, занимавшего место между эсминцами и крейсерами. В ходе войны французские моряки смогли ознакомиться с характеристиками итальянских скаутов (итал. Esploratore Leggero) типа «Аквила» (итал. Aquila) и оценить их мощное вооружение и высокую скорость хода. Значительное влияние на проектирование новых контр-миноносцев оказал также британский опыт применения лидеров флотилий типа «Шекспир» (англ. Shakespeare) и «Скотт» (англ. Scott), которые несли по пять 120-мм пушек. Наконец, по послевоенным репарациям в состав французского флота вошёл бывший германский эсминец S-113, вооруженный четырьмя 150-мм орудиями. На этом фоне проект с пятью 100-мм орудиями смотрелся откровенно слабо.
Вскоре после окончания Первой мировой войны обострилось военно-морское соперничество на Средиземном море между Францией и Италией. Итальянский флот в начале 1920-х годов стал рассматриваться как главный потенциальный противник. В это время итальянский флот строил крупные эсминцы типа «Леоне», именовавшиеся по итальянской классификации «разведчиками» (итал. exploratori). Они несли по восемь 120-мм пушек в спаренных установках. В своей записке от 25 февраля 1919 года начальник Морского генерального штаба адмирал Де Бон отмечал, что итальянцы собираются построить не менее 12-ти кораблей этого класса. Поскольку французский флот не имел в то время современных крейсеров, а их новое строительство было ограничено Вашингтонским договором, было принято решение создать промежуточный класс боевых кораблей, которые были бы сильнее итальянских разведчиков и при этом не подпадали под договорные ограничения.
| Итальянский скаут «Пантера» типа «Леоне» | Британский лидер флотилии «Стюарт» типа «Скотт» | Германский эсминец S-113 |

| Годы постройки                       | 1921—1924       | 1917—1919       | 1917—1918       |
| Водоизмещение, стандартное/полное, т | 2000/           | 1580/2050       | 2060/2475       |
| Энергетическая установка, л. с.      | 42 000          | 40 000          | 45 000          |
| Максимальная скорость, узлов         | 34              | 36              | 36              |
| Артиллерия главного калибра          | 4×2 — 120-мм/45 | 5×1 — 120-мм/45 | 4×1 — 150-мм/45 |
| Зенитная артиллерия                  | 2×1 — 76-мм/40  | 1×1 — 76-мм/40  | —               |
| Торпедное вооружение                 | 2×3 — 450-мм ТА | 2×3 — 533-мм ТА | 2×2 — 600-мм ТА |

Технический комитет Морского министерства высказал мнение, что планируемые для новых контр-миноносцев 100-мм орудия выглядят слишком слабо на фоне 120-мм артиллерии итальянских и британских конкурентов. Вместе с тем было высказано мнение, что 138,6-мм пушки будут слишком тяжелыми и наилучшим решением станет оснащение новых кораблей находящимися в разработке 130-мм орудиями. 14 января 1921 года Морской генеральный штаб рассмотрел новые предложения по будущим контр-миноносцам. Было предложено шесть вариантов вооружения, включавшие от четырёх до шести 138,6-мм пушек и от пяти до восьми 130-мм пушек. 1 мая 1921 года остановились на варианте из шести 130-мм орудий, размещённых в двух спаренных и двух одиночных установках. Особо оговаривалось наличие мощного противолодочного вооружения.
28 марта 1922 года французский парламент принял кораблестроительную программу, согласно которой предполагалось построить три лёгких крейсера (будущий тип «Дюгэ Труэн»), шесть контр-миноносцев (будущий тип «Ягуар»), 12 эсминцев (будущий тип «Бурраск») и девять подводных лодок (будущий тип «Рокен»). 18 марта 1922 года вместе с эсминцами типа «Бурраск» были официально заказаны шесть контр-миноносцев типа «Ягуар», причем по настоянию депутатов парламента только два корабля должны были строится военно-морскими арсеналами, а остальные заказы отдавались частным компаниям. На строительство всех шести единиц выделялось 156 миллионов франков.

## Конструкция

### Корпус и архитектура
|  |

Контр-миноносец «Ягуар». 1926 г. Схема.

Длинный, узкий корпус «ягуаров» проектировался для достижения высоких скоростей, соотношение его длины к ширине составило 10,8:1. Корабли этого типа впервые во французской практике имели явно выраженный полубак с наклонным форштевнем. Корпус корабля набирался по продольной схеме и состоял из 58 шпангоутов со шпацией 2,1 м, в оконечностях шпация уменьшалась. Шпангоуты нумеровались от кормы к носу. Обшивка корпуса была стальной, толщиной от 5 до 10 мм. 11 поперечных переборок разделяли корпус на 12 водонепроницаемых отсеков. Двойное дно тянулось почти по всей длине. Корпуса «ягуаров» собирались из стали с пределом прочности 50 кг/мм² исключительно на заклепках, электросварка стала внедрятся во французское кораблестроение после 1930 года. Общая масса корпуса составила 813 т, что равнялось 37,5 % от стандартного водоизмещения.
Корабли имели только одну непрерывную палубу — главную. Нижняя палуба прерывалась на протяжении пяти машинно-котельных отсеков, которые поднимались до главной палубы. В носовой части располагалась массивная четырёхъярусная рубка квадратного сечения, где находились основные посты управления кораблем и его вооружением. Также в носу сосредотачивались кубрики унтер-офицеров и матросов, офицерские каюты, включая апартаменты командира традиционно размещались в корме.
Несмотря на стремление флота получить совершенно однотипные корабли, различия в применяемых подрядчиками технологиях привели к существенным отличиям в конструкции. В результате, пришлось разделить серию на три подтипа: «Ягуар» и «Пантер» именовались типом Arsenaux, «Шакал» и «Тигре» типом Industrie A, «Леопард» и «Линкс» типом Industrie B..

### Энергетическая установка
Около 50 % длины корабля занимала энергетическая установка, построенная по линейной схеме. Её сухой вес составил 35 % от стандартного водоизмещения. Пар для турбин поставляли пять небольших водотрубных котла Du Temple, размещенные в линию в трех отсеках. Каждый котел в сборе весил 74 т. При выборе котлов упор делался на выносливость и надежность, поэтому характеристики были весьма консервативными — давление 18 кг/см² и температура пара 216°.
Два турбозубчатые агрегата располагались в двух отдельных, но смежных отсеках. Каждый набор турбин был независим от другого. Общая масса одного агрегата составила 193,2 т. Они вращали два бронзовых винта диаметром 3,6 м. Четыре корабля были оснащены турбинами Rateau-Bretagne, которые, после преодоления некоторых проблем, оказались вполне надежны. Гораздо хуже показали себя агрегаты Breguet-Laval. Их эксплуатация принесла множество проблем и потребовалось несколько лет, чтобы разрешить их большую часть. После этого флот отказался от закупок турбин Breguet-Laval.
На испытаниях все шесть кораблей показали хорошие скоростные характеристики. При мощности 52 200 — 56 000 л. с. все продемонстрировали среднюю скорость 34,5 узла и 35,3 — 35,6 узла при форсировке турбин. Самым быстроходным оказался «Тигре», развивший 36,7 узла при мощности 57 200 л. с. Это достижение широко рекламировалось в тогдашней военно-морской печати. На службе «ягуары» легко поддерживали скорость 30 узлов даже в поздние годы.
Запас топлива включал 530 тонн нефти в четырёх цистернах. Кроме того, корабли принимали по 35 тонн смазочного масла и 100 тонн питательной воды для котлов. Также имелось 12 тонн воды для санитарных нужд и четыре тонны питьевой воды для экипажа в цистернах в носу и корме. По результатам испытаний сочли, что дальность плавания на скорости 13 узлов при работе только турбин крейсерского хода, при двух котлах под парами, составит 3300 миль, что было близко к расчетным данным. Однако когда подключались главные турбины, расход топлива резко возрастал. На скорости 35 узлов контр-миноносцы могли пройти только 600 миль вместо расчетных 700 миль и 1000 миль на скорости 28 узлов.
Потребности кораблей в электричестве обеспечивали два турбогенератора производства компании Fives-Lille, мощностью по 60 КВт/80 КВт, вырабатывавшие ток напряжением 115 вольт. Они размещались на верхней платформе перед машинным отделением. Там же находились испарители для производства дистиллированной воды. На случай выхода котлов из строя имелся резервный дизель-генератор мощностью 30 КВт/36 КВт. Теоретически он должен был полностью обеспечить корабль электроэнергией. В 1926 году на «ягуарах» установили ещё один резервный дизель-генератор мощностью 15 КВт/18 КВт, но он мог обеспечить лишь освещение и некоторые другие функции.

### Вооружение

#### Главный калибр
Эскизные проекты предусматривали вооружение «ягуаров» шестью и даже семью 130-мм орудиями. Первый вариант включал одну спаренную артустановку и четыре одиночных, второй — две спаренные и три одиночных. Однако испытания спаренной установки Mle 1921 на авизо «Амьен» оказались разочаровывающими. Обнаружилось, что при обслуживании спаренной установки комендоры мешают друг другу и её скорострельность оказывается заметно ниже, чем у двух одиночных. 14 августа 1923 года было принято решение оснастить тип Ягуар только одиночными установками.

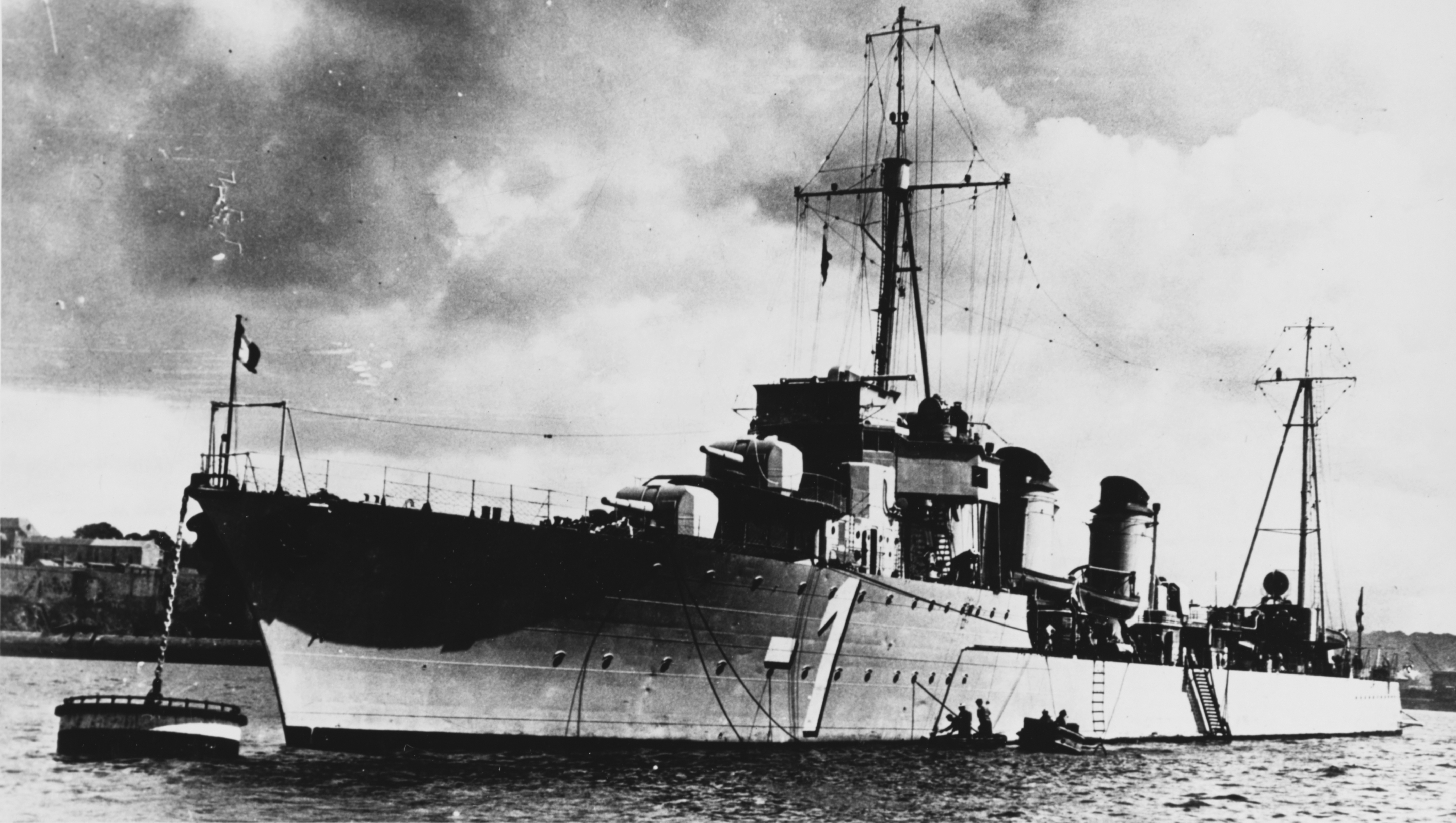
Контр-миноносец типа «Шакал». 1937 г.

Таким образом, главный калибр контр-миноносцев типа «Ягуар» был представлен пятью 130-мм орудиями M1919 с длиной ствола 40 калибров в одиночных установках. Четыре орудия размещались парами в носу и корме по линейно-возвышенной схеме, ещё одно было установлено за третьей дымовой трубой. Разработка пушки началась вскоре после окончания Первой мировой войны с использованием довоенных технологий. Это была простая и надежная система. Орудие стреляло весьма тяжёлыми снарядами — вес полубронебойного составлял 32,05 кг, фугасного — 34,85 кг. Полубронебойный снаряд содержал 1,8 кг мелинита, фугасный — 3,6 кг мелинита. С дистанции 10 000 м полубронебойный снаряд мог пробить броню толщиной 80 мм, На дистанции 18 000 м этот показатель падал до 45 мм. Заряжание было раздельным. Баллистические характеристики также были очень хорошими — при угле возвышения 36° дальность стрельбы достигала 18 900 м, но значительная дальность была достигнута за счет увеличения высоты цапф, что затрудняло заряжание, так как затвор в этом случае находился на уровне плеч заряжающих. Однако скорострельность была не высока и не превышала 4 — 5 выстрелов в минуту, что было вызвано применением поршневого затвора. Даже с очень хорошо обученным экипажем темп стрельбы никогда не был выше 6 выстрелов в минуту. Такая величина считалась недостаточной для лёгкого корабля.
Уже в ходе строительства кораблей было ясно, что эта артсистема устарела, но ввиду неготовности орудий новых моделей на ягуары установили то, что имелось в наличие, с перспективой перевооружения в будущем на орудия новых образцов. Первоначально орудия имели лёгкие орудийные щиты, но в 1926 году арсенал Лорьяна разработал новые коробчатые щиты, дававшие гораздо лучшую защиту, которые и были установлены на все корабли серии. Боезапас в мирное время включал 660 снарядов и 745 зарядов. Все они хранились в носовом и кормовом погребах и доставлялись к орудиям при помощи цепных электрических подъемников.
Первоначальный проект предусматривал передовую систему управления огнём. Электромеханический компьютер Mle 1923B должен был рассчитывать все данные для стрельбы, после чего происходило дистанционное наведение орудий. Однако разработка этой системы отделом вооружений (фр. Direction Central des Armes Navales) затянулась и в итоге контр-миноносцы получили весьма простую систему Mle 1919, применявшуюся на авизо типа «Амьен». Данные она получала от трехметрового оптического дальномера совмещения Mle B.1926 компании SOM (фр. Société d’Optique et de Mécanique de haute precision), а приказы на наведение орудий передавались по телефону или с помощью голосовых труб.

#### Зенитный калибр
В период разработки контр-миноносцев ПВО кораблей уделяли лишь ограниченное внимание. Воздушная угроза считалась незначительной ввиду того, что торпедоносцы того времени летали очень медленно и представляли собой удобную цель для зенитных орудий. Возможность поражения маневрирующих кораблей авиабомбами ставилась под сомнение, а пикирующие бомбардировщики не существовали даже в проектах. Считалось достаточным иметь на корабле несколько зенитных пушек среднего калибра, которые должны были отогнать, а при удачном попадании сбить, тихоходные бипланы. Французские линкоры и крейсера начала 1920-х годов несли по четыре 75-мм зенитных орудия. Таким образом, два аналогичных орудия на относительно небольших контр-миноносцах представлялись достаточным вооружением.
Эсминцы были первоначально вооружены двумя 75-мм зенитными орудиями Model 1924. Это были корабельные пушки времен Первой мировой войны, которые установили на зенитные станки Mle 1922. Их установили по бортам на верхней палубе, на специальных подкреплениях ближе к корме, между 130-мм орудием № 3 и кормовым торпедным аппаратом. Хорошо обученный экипаж мог вести огонь с скоростью до 12 выстрелов в минуту, при условии, что угол возвышения не превышал 75°. Централизованного управления зенитным огнём не было, цели выбирали командиры расчетов и вели обстрел используя прицелы самих орудий. Боезапас включал 600 снарядов, осколочно-фугасных и осветительных.
В качестве зенитного средства ближнего действия использовались спаренные пулемёты калибра 8-мм. Это были системы Hotchkiss Mle 1914, установленные на спаренные лафеты Mle 1926, которые размещались на полубаке, перед мостиком. Боезапас составлял 20 500 патронов. Пулемёты обычно хранились в подпалубном помещении и устанавливались на лафеты в случае необходимости.
| калибр, мм                             | 130      | 130      | 75     | 13,2  |
| длина ствола, калибров                 | 40       | 40       | 50     | 76    |
| масса орудия, кг                       | 4050     | 4050     | 1070   | 19,5  |
| скорострельность, в/мин                | 4—5      | 4—5      | 8—15   | 200   |
| вес снаряда, кг                        | 32—34,85 | 32—34,85 | 5,93   | 0,052 |
| начальная скорость, м/с                | 820      | 820      | 850    | 800   |
| максимальная дальность, м              | 18 900   | 18 900   | 14 100 | 7200  |
| максимальная досягаемость по высоте, м | —        | —        | 10 000 | 1500  |

#### Торпедное вооружение
Торпедное вооружение французских кораблей межвоенного периода было превосходным. Ещё в годы Первой мировой войны эксперты флота пришли к выводу о необходимости увеличения калибра торпед. В результате флот получил до начала следующей войны 550-мм торпеды четырёх типов. По своим характеристикам они заметно превосходили зарубежные торпеды традиционного калибра 533-мм и были сравнимы с японскими 610-мм торпедами. Контр-миноносцы типа «Ягуар» как и эсминцы типа «Бурраск» получили на вооружение по два трехтрубных торпедных аппарата Schneider Mle 1920T, стрелявших 550-мм торпедами Mle 1919D. Эти торпеды имели керосиновый двигатель и обладали следующими характеристиками:
- Калибр — 550 мм;
- Длина — 8220 мм;
- Масса — 1900 кг;
- Масса боевой части — 250 кг мелинита;
- Дальность хода, м/при скорости, уз — 6000/35, 14 000/25[14][25].

Пуск торпед осуществлялся при помощи сжатого воздуха из 60-литровых резервуаров. В качестве запасного применялся пороховой пуск.
Первоначально предполагалось оснастить торпедные аппараты дистанционным управлением с мостика и исключить ручные операции. Но довести систему до пригодного состояния не удалось и необходимые для наведения торпед данные передавались с мостика и вводились непосредственно на торпедных аппаратах. Использовалась та же системы управления, что и для главного калибра артиллерии. Несомненно, контр-миноносцы были слишком крупными и ценными кораблями, чтобы бросать их в ближний бой с линкорами, поэтому тактика применения торпед предполагала их массированный пуск с дистанции 10 000 — 12 000 м в направлении боевой линии кораблей противника. Запасных торпед на контр-миноносцах не имелось. По мнению французских специалистов, перезарядка торпедных аппаратов в открытом море была нереальна.

#### Противолодочное вооружение
По проекту контр-миноносцы типа «Ягуар» несли противолодочное вооружение нескольких типов. В двух желобах на корме размещалось 12 глубинных бомб Guiraud Model 1922 200 KG (2×6). Фактический вес бомбы составлял 260 кг, вес ВВ — 200 кг, цели могли поражаться на глубине до 100 м. Ещё четыре такие бомбы были в резерве. Система желобов была оригинальной и хорошо продуманной, оставляла свободным квартердек, но намного более сложной, чем рельсовые бомбосбрасыватели на кораблях других стран. Кроме того, на контр-миноносцах имелось по четыре одноствольных 240-мм бомбомёта Thornycroft Mle 1918, установленных парами по бортам, в районе передней дымовой трубы. Они были установлены под фиксированным углом возвышения 50° и могли забросить глубинную бомбу Guiraud Model 1922 100 KG на 60 м. Общий боезапас 100-кг бомб достигал 30 штук.
Однако, имея на борту противолодочное оружие, контр-миноносцы не располагали приборами обнаружения подводного противника, хотя флот и промышленность вели работы в этом направлении. По проекту они должны были оснащаться так называемыми звуковыми линзами Вальзера (фр. Walser). По борту предполагалось установить два таких механических устройства. Фактически линзы Вальзера были установлены лишь на «Пантер». Практические испытания этой системы дали разочаровывающие результаты. Получить какую-то информацию о подводном противнике можно было лишь при полной остановке корабля. К 1931 году флот отказался от развития системы Вальзера.
В первый послевоенный период компания SIF (фр. Société Indépendante de télégraphie sans Fil) разрабатывала активный гидролокатор и такие приборы должны были быть установлены на эсминцы типа «Бурраск», причем предусматривались специальные отсеки для антенны локатора и размещения операторов. Монтаж системы на «бурраски» начался в 1929 году, но уже в следующем году флот отказался от этих локаторов ввиду их неэффективности и ненадежности. В результате, контр-миноносцы типа «Ягуар», как и другие корабли довоенного французского флота, могли рассчитывать лишь на визуальное обнаружение подводной лодки или следа от её торпед.

### Маневренность и мореходность
На контр-миноносцах типа Ягуар устанавливался один сбалансированный руль площадью от 14,13 м² до 14,44 м² на разных кораблях серии. Этого оказалось недостаточно, особенно с учётом слабости рулевой машины. На скорости 30 узлов требовалось 25—30 секунд чтобы повернуть руль на максимальный угол 35°. В результате, «ягуары» отличались недостаточной маневренностью на высоких скоростях. На испытаниях «Тигре» в 1925 году было выявлено, что кораблю требуется 525 м для разворота на скорости 20 узлов и 570 м на скорости 25 узлов. Этот недостаток особенно проявился в ходе боев в Ла-Манше в 1940 году, где в стесненных условиях «ягуарам» было очень трудно уклоняться от атак бомбардировщиков люфтваффе и торпедных катеров.
Высокий полубак в сочетании с наклонным форштевнем сделал «ягуары» хорошими морскими судами. Они могли поддерживать высокую скорость на волнении без сильной продольной качки. Вместе с тем, боковая остойчивость оказалась не на высоте. Чрезмерный верхний вес в сочетании со значительной парусностью привел к тому, что корабли имели в штормовом море бортовой крен до 25° с периодом 8—10 секунд. Это затрудняло применение оружия и делало существование экипажа дискомфортным. Были приняты меры к снижению боковой нестабильности кораблей, включавшие сокращение верхнего веса, но больших результатов они не дали, позволяя лишь не усугублять проблему. Пришлось отказаться от планов перевооружения на 138,6-мм орудия ввиду их большей массы. Кроме того, «ягуары» страдали от перегрузки на нос при полной заправке топливом, поэтому рекомендовалось расходовать в первую очередь топливо из носовых цистерн или даже не заправляться полностью.

### Экипаж и обитаемость
По штатам мирного времени экипаж «ягуаров» состоял из 10 офицеров и 187 нижних чинов. Кораблем командовал офицер в чине капитана 2-го ранга (фр. Capitaine de frégate), старшим офицером был капитан 3-го ранга (фр. Capitaine de corvette). Два капитан-лейтенанта (фр. Lieutenant de vaisseau) отвечали за артиллерию и противолодочное оружие корабля. В число офицерского состава входили также два лейтенанта (фр. Enseigne de vaisseau), главный инженер-механик (фр. Ingénieur mécanicien de 1re classe) и два младших инженер-механика (фр. Ingénieurs mécani-ciens de 2e classe). Кроме того, на корабле имелся офицер медицинской службы (фр. Médecin de 1e/2e classe) или специалист по снабжению (фр. Commissaire de 1e/2e classe). Младший командный состав был представлен главным старшиной (фр. Premier maître) и 21 старшинами первого класса (фр. Maîtres) и второго класса (фр. Seconds maîtres). Также в экипаж входили 165 матросов. В военное время предполагалось иметь 12 офицеров, 33 старшины и 176 матросов.
Командир имел апартаменты в кормовой части корабля, включавшие спальню, кабинет, ванную и кладовую. Офицеры жили также в корме на нижней палубе в одноместных каютах и имели свою отдельную ванную и кают-компанию. Главный старшина имел отдельную каюту в носовой части корабля. Рядом располагались кубрики для старшин. Матросы размещались в двух малых и двух больших кубриках в носу, причем на подвесных койках, здесь же принимали пищу. «Ягуар» стал единственным из кораблей серии, оборудованным как лидер флотилии, с помещениями для контр-адмирала (фр. Contre-amiral) четырёх офицеров его штаба.
Контр-миноносцы типа «Ягуар» имели хорошую теплоизоляцию жилых помещений. Однако системы кондиционирования воздуха отсутствовали. Как и многие другие корабли французского флота они были удобны для службы в умеренных широтах, но во время службы в Западной и Северной Африке экипаж страдал от жары и духоты, поэтому члены команды часто спали прямо на верхней палубе.

## Модернизации

### Довоенные модернизации
Изначально предполагалось заменить 130-мм артиллерию контр-миноносцев на более мощные 138,6-мм пушки Model 1923. В 1925 году были даже размещены заказы на тридцать таких орудий, но проблемы с верхним весом не позволили реализовать этот проект. Оставалось лишь совершенствовать имеющееся вооружение. В конце 1920-х годов на орудия установили лотки автоматической загрузки, что улучшило условия работы заряжающих и позволило несколько повысить скорострельность. С 1927 года корабли, наконец, получили предусмотренный первоначальным проектом электромеханический компьютер управления огнём Mle 1923 Type B. В 1931 году трехметровый дальномер совмещения был заменен на стереоскопический дальномер OPL25 E.1926 или E.1927 с такой же базой, а с 1937 года они стали заменяться на пятиметровые стереодальномеры OPL (PC.1936). Вместе с тем, от планов установить второй дальномер в кормовой рубке пришлось отказаться.
В 1938 году было принято решение заменить старые 130-мм орудия 100-мм спаренными установками Model 1931. Эти орудия обеспечили бы возможность вести огонь и по воздушным целям. Однако производственные трудности помешали осуществить перевооружение. В 1932 году было принято решение заменить 75-мм зенитные орудия на восемь 13,2-мм крупнокалиберных зенитных пулемётов Hotchkiss Mle 1929, установленных на спаренных станках Mle 1931. Пулемёты были хорошим, надёжным оружием, но их скорострельность оказалась недостаточной из-за необходимости частой смены 30-зарядных магазинов, а поражающее действие и дальнобойность не отвечала требованиям борьбы со скоростными самолётами начала Второй мировой войны.

### Модернизации военного времени
С началом войны выявилась необходимость усиление противолодочных возможностей контр-миноносцев. Запас глубинных бомб, сокращенный в предвоенный период, был вновь увеличен. Но главным новшеством стала размещение на кораблях британского гидролокатора Тип 123. В течение 1939—1940 годов его получили все корабли серии, кроме «Пантер». Эскортные операции французского флота в начале войны показали недостаточную дальность плавания «ягуаров» и было принято решение оснастить их оборудованием для дозаправки в море. Однако его успел получить только «Пантер».
Сражения у берегов Норвегии и в проливе Ла-Манш выявили явную недостаточность зенитных средств французских кораблей. Был подготовлен проект усиления зенитного вооружения, согласно которому с контр-миноносцев снималась грот-мачта, а на её месте устанавливалась платформа со спаренной 37-мм установкой Model 1933. Этот спаренный полуавтомат уже не отвечал требованиям, но ничего лучшего у французского флота тогда не было. Но пройти переоборудование успел только «Пантер». После заключения перемирия уцелевшие корабли типа «Ягуар» были признаны устаревшими и выведены в резерв, а их вооружение использовали для более современных кораблей.

## Служба
|           | заложен               | спущен                | вступил в строй      | судьба |
| --------- | --------------------- | --------------------- | -------------------- | --- |
| «Ягуар»   | 22 августа 1922 года  | 7 ноября 1923 года    | 24 июля 1926 года    | 23 мая 1940 года поражён двумя торпедами с немецких торпедных катеров, выбросился на мель и был окончательно уничтожен немецкой авиацией |
| «Пантер»  | 23 декабря 1922 года  | 27 октября 1924 года  | 10 октября 1926 года | Затоплен в Тулоне 27 ноября 1942 года |
| «Линкс»   | 14 января 1923 года   | 25 февраля 1924 года  |                      | Затоплен в Тулоне 27 ноября 1942 года |
| «Леопард» | в августе 1923 года   | 29 сентября 1924 года | 10 октября 1927 года | 27 мая 1943 года сел на камни близ Бенгази и 19 июня 1943 года разрушен штормом                                                          |
| «Шакал»   | 16 августа 1923 года  | 27 сентября 1924 года | 12 июня 1926 года    | 24 мая 1940 года потоплен немецкими пикирующими бомбардировщиками Ju-87 в районе Булони                                                  |
| «Тигр»    | 15 сентября 1923 года | 2 августа 1924 года   | 1 февраля 1926 года  | Списан 4 января 1954 года и сдан на слом                                                                                                 |

### «Ягуар»
Корабль был построен на верфи Арсенала Лорьяна (фр. Arsenal de Lorient). Сразу после вступления в строй вошёл в состав 2-го дивизиона контр-миноносцев и базировался на Брест. В 1928—1937 годах периодически выступал в качестве флагманского корабля миноносных флотилий. В конце лета 1926 года участвовал в походе отряда французских кораблей в Балтийское море, в декабре 1926 года посетил Дакар. В апреле 1927 года заходил в Севилью, в мае—июне 1927 года в числе других кораблей обеспечивал официальный визит Президента Франции в Великобританию.
Весной 1939 года его хотели переоборудовать в эскадренный миноносец ПВО и заменить основное вооружение на 100-мм зенитные орудия. Начавшаяся война сорвала эти планы. С началом Второй мировой войны действовал в районе Ла-Манша в составе 2-го дивизиона лидеров. 17 января 1940 года столкнулся с британским эсминцем «Кеппел» и получил лёгкие повреждения. Во время Французской кампании поддерживал артиллерийским огнём сухопутные войска в районе Дюнкерка. Около полуночи 23 мая 1940 года был атакован немецкими торпедными катерами S 21 и S 23. Получив попадания двух торпед, «Ягуар» выбросился на мель и был оставлен экипажем. Погибли один офицер и 20 матросов. Затем был окончательно уничтожен немецкой авиацией.

### «Пантер»
Корабль был построен на верфи Арсенала Лорьяна. После вступления в строй вошёл в состав 1-го дивизиона контр-миноносцев 1-й эскадры и базировался на Тулон. В начале Второй мировой войны действовал в Северном море, Атлантическом океане и на Средиземном море. После капитуляции Франции был выведен в резерв и разоружён в сентябре 1940 года. Стоял в Тулоне. Затоплен там же 27 ноября 1942 года. Поднят итальянскими спасателями в марте 1943 года и включён в состав итальянского флота как FR 22. Приведён на буксире в Италию и ремонтировался в Специи. 9 сентября 1943 года затоплен ввиду угрозы захвата немецкими войсками.

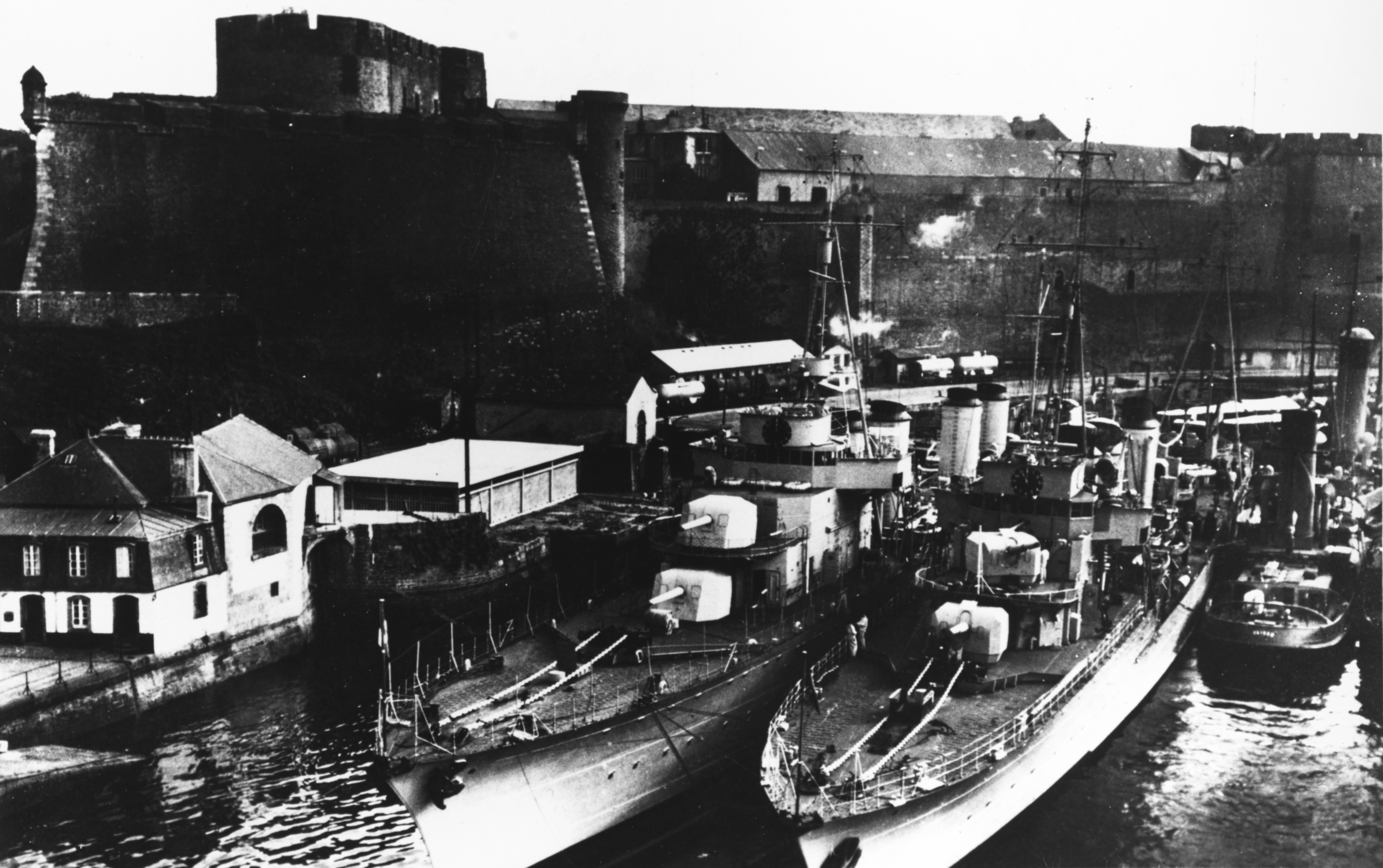
Контр-миноносцы «Бизон» и «Линкс» в Бресте.

### «Линкс»
Корабль был построен на верфи Ateliers et Chantiers de la Loire в Сен-Назере. Сразу после вступления в строй вошёл в состав 2-го дивизиона контр-миноносцев и базировался на Брест. В январе—апреле 1930 года вместе с контр-миноносцем «Гепард» и лёгкими крейсерами «Ламотт-Пике» и «Примогэ» совершил длительное плавание в Французскую Вест-Индию и посетил Антильские острова. С начала Второй мировой войны действовал на Средиземном море. Участвовал в сражении при Мерс-эль-Кебире 3 июля 1940 года. В сентябре 1940 года был разоружён и выведен в резерв в Тулоне. Затоплен в Тулоне 27 ноября 1942 года. 22 января 1944 года поднят немецкими спасателями и разобран на металл.

### «Леопард»

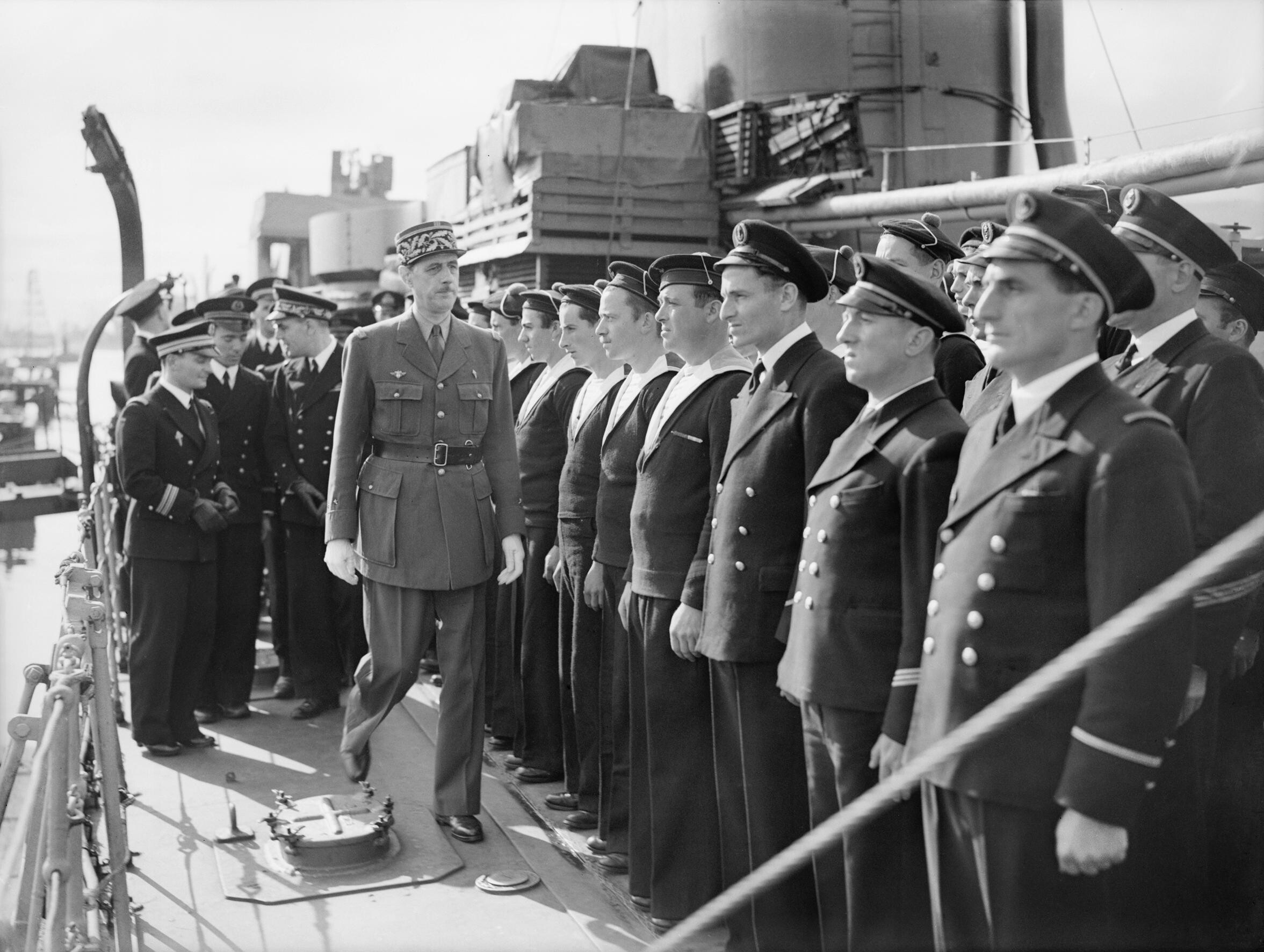
Генерал де Голль посещает контр-миноносец «Леопард». 24 июня 1942 г.

Корабль был построен на верфи Ateliers et Chantiers de la Loire в Сен-Назере.Сразу после вступления в строй вошёл в состав 2-го дивизиона контр-миноносцев и базировался на Брест. В момент капитуляции Франции стоял в Портсмуте, где и был захвачен британцами 3 июля 1940 года. 31 июля 1940 года передан морским силам Свободной Франции. Средства ПВО были усилены за счёт установки британских зенитных орудий и крупнокалиберных пулемётов. Зимой 1940—1941 года базировался на Клайд, участвуя в сопровождении конвоев. Весной 1941 года прошёл ремонт в ходе которого было удалено переднее котельное отделение и вместо него установлены топливные цистерны. Дальность плавания при этом увеличилась, корабль мог развивать скорость 30 узлов. Зенитное вооружение ещё более усилено за счёт установки 40-мм «пом-помов» и 20-мм «эрликонов». Также установлены радар и гидролокатор.
11 июля 1942 года совместно с британскими шлюпами «Спей» и «Пеликан» потопил немецкую подводную лодку U 136. В ноябре 1942 года принял участие в операции Свободной Франции против Реюньона. 27 ноября 1942 года высадил на Ренюньон небольшой отряд десантников. В 1943 году действовал на Средиземном море, сопровождая конвои. 27 мая 1943 года выскочил на камни в 30 милях северо-восточнее Бенгази. Экипаж потерь не понёс и был снят с корабля. Спасти «Леопард» не удалось, 19 июня 1943 года он был окончательно разрушен штормом.

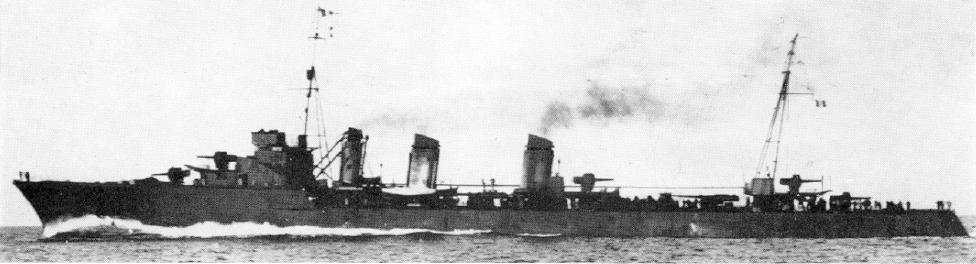
Контр-миноносец «Шакал». Ноябрь 1942 г.

### «Шакал»
Корабль был построен на верфи Ateliers et Chantiers de St Nazaire Penhoët в Сен-Назере. После вступления в строй вошёл в состав 1-го дивизиона контр-миноносцев 1-й эскадры и базировался на Тулон. В июне 1926 года был направлен в Финляндию, где представлял Францию на регате Ханко. В августе—сентябре 1926 года вместе с «Ягуаром», «Симуном» и двумя подводными лодками осуществлял миссию показа флага на Балтике. В ноябре—декабре 1926 года в составе соединения кораблей совершил плавание в восточной Атлантике. В мае 1927 года участвовал в визите президента Франции в Великобританию. В январе—апреле 1931 года вместе с «Тигром» и лёгким крейсером «Примогэ» побывал у берегов западной Африки.
В начале Второй мировой войны входил в состав 2-го дивизиона лидеров. Действовал в Атлантике, сопровождал конвои. В мае 1940 года действовал в Ла-Манше, поддерживая сухопутные войска, обстреливал немецкие береговые батареи в районе Булони. 24 мая 1940 года был атакован немецкими пикирующими бомбардировщиками Ju-87 или бомбардировщиками He-111 в районе мысе Гри-Не. Получил прямое попадание авиабомбы и потерял ход. Экипаж эвакуировался под огнём немецких береговых батарей. «Шакал» затонул, потери экипажа убитыми 3 офицера и 28 матросов.

### «Тигр»
Корабль был построен на верфи Ateliers et chantiers de Bretagne в Нанте. После вступления в строй вошёл в состав 1-го дивизиона контр-миноносцев 1-й эскадры и базировался на Тулон. В январе—апреле 1931 года вместе с «Шакалом» и лёгким крейсером «Примогэ» побывал у берегов западной Африки. Участвовал в сражении при Мерс-эль-Кебире 3 июля 1940 года. В сентябре 1940 года был разоружён и выведен в резерв в Тулоне. Затоплен в Тулоне 27 ноября 1942 года. Поднят итальянскими спасателями 23 мая 1943 года и включён в состав итальянского флота как FR 23. Действовал как войсковой транспорт. Возвращён французам 28 сентября 1943 года в Бизерте.
Прошёл ремонт в Касабланке с установкой нового зенитного вооружения — 40-мм автоматов «Бофорс» и 20-мм «Эрликон». Участвовал в освобождении Корсики. В апреле 1944 года был повреждён немецкими бомбардировщиками. В ходе ремонта лишился носового котельного отделения, вместо которого установили топливные цистерны, скорость упала до 28,5 узлов, но дальность плавания выросла. В дальнейшем действовал как эскортный корабль и войсковой транспорт. После войны был учебным кораблём, действовал на Средиземном море. Списан 4 января 1954 года и сдан на слом.

## Оценка проекта

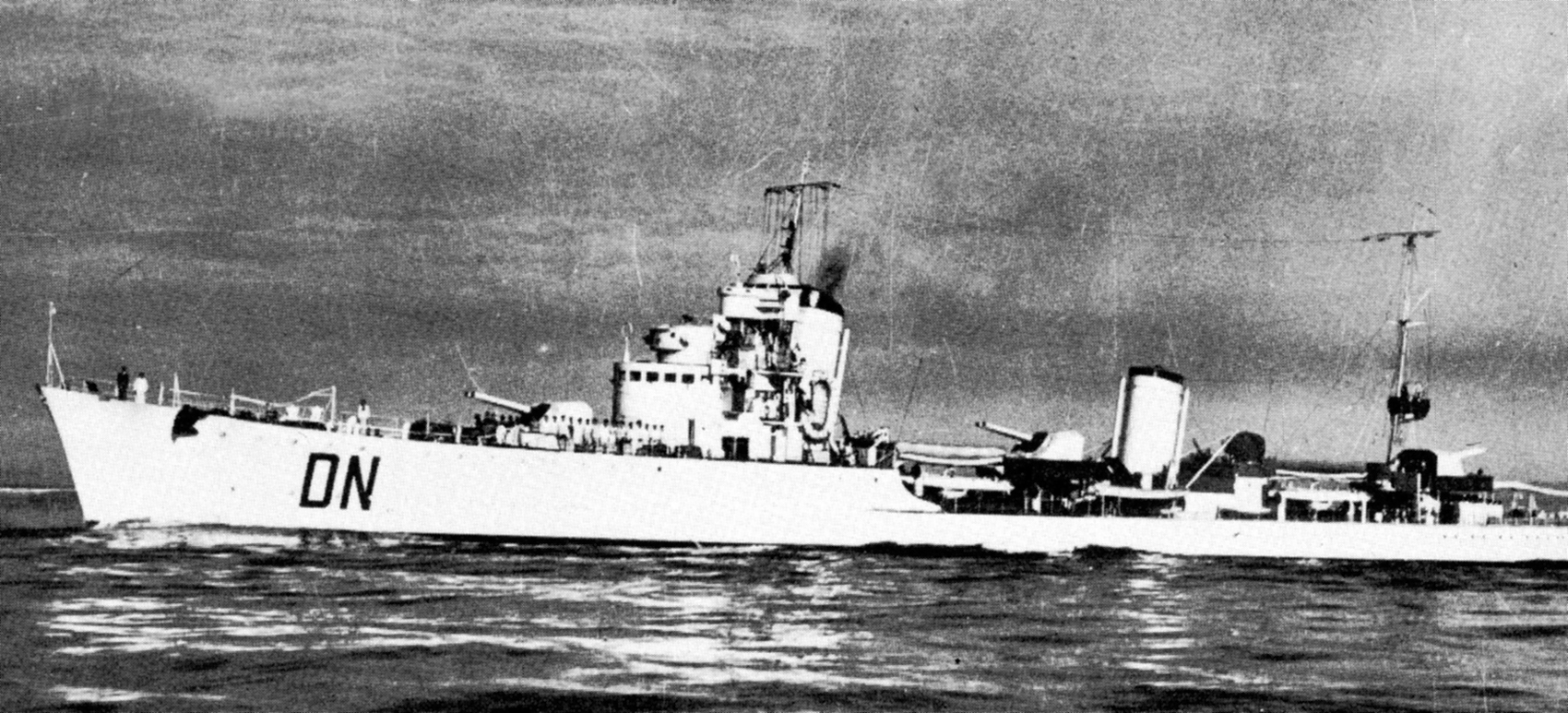
Скаут «Навигатори» — итальянский ответ на «Ягуар».

Первые контр-миноносцы французского флота следует оценить как не вполне удачные боевые единицы. Они были совершенно новыми кораблями, резко отличившимися от довоенных «800-тонных» эсминцев и страдали множеством «детских болезней». Если проблемы с силовой установкой в итоге удалось решить, то проблему чрезмерного верхнего веса устранить не удалось и это воспрепятствовало серьёзной модернизации кораблей. До самого конца карьеры они испытывали слишком сильную бортовую качку.
Заметно увеличенное водоизмещение не привело к столь же резкому повышению боевых качеств. Строившиеся одновременно «чистые» французские эсминцы «Бурраск» при стандартном водоизмещении 1500 тонн несли немногим менее сильное вооружение. Хотя 130-мм орудия считались весьма мощными по меркам 1920-х годов, их скорострельность была недостаточной для кораблей такого класса, а реализовать значительную дальность стрельбы не позволяла несовершенная система управления огнём. Возможности ПВО «ягуаров» оказались совершенно неадекватны воздушной угрозе, что выявилось в ходе военных действий. Хотя эта проблема была характерна для всех французских контр-миноносцев, на типе «Ягуар» она усугублялась недостаточной маневренностью, особенно на высоких скоростях.
Тем не менее, несмотря на свои недостатки, лидеры типа «Ягуар» положили начало развитию класса истребителей эсминцев французского флота и привели в дальнейшем к появлению весьма совершенных проектов, ставших визитной карточкой французского флота в межвоенный период. Что касается вероятных противников Франции, то появление «ягуаров» вызвало серьёзное беспокойство в военно-морских кругах Италии и привело к постройке для итальянских ВМС скаутов типа «Навигатори». Кроме того, «ягуары» повлияли и на конструирование японских эсминцев типа «Фубуки».
| Водоизмещение, стандартное/полное, т        | 1319/1900       | 2126/2950       | 1944/2580                   |
| Энергетическая установка, л. с.             | 33 000          | 50 000          | 50 000                      |
| Максимальная скорость, узлов                | 33              | 35,5            | 38                          |
| Дальность плавания, миль на скорости, узлов | 2150 (14)       | 2900 (16)       | 3800 (18)                   |
| Артиллерия главного калибра                 | 4×1 — 130-мм/40 | 5×1 — 130-мм/40 | 3×2 — 120-мм/50             |
| Зенитная артиллерия                         | 1×1 — 75-мм/50  | 2×1 — 75-мм/50  | 2×1 — 40-мм/39 и 4×2 — 13,2 |
| Торпедное вооружение                        | 2×3 — 550-мм ТА | 2×3 — 550-мм ТА | 2×3 — 533-мм ТА             |
| Экипаж, чел.                                | 142             | 197             | 179                         |